# Natalia Szymańska
Natalia Szymańska-Spiess (ur. 27 lipca 1896 w Warszawie, zm. 13 stycznia 1975 w Łodzi) – polska aktorka filmowa i teatralna.

## Życiorys

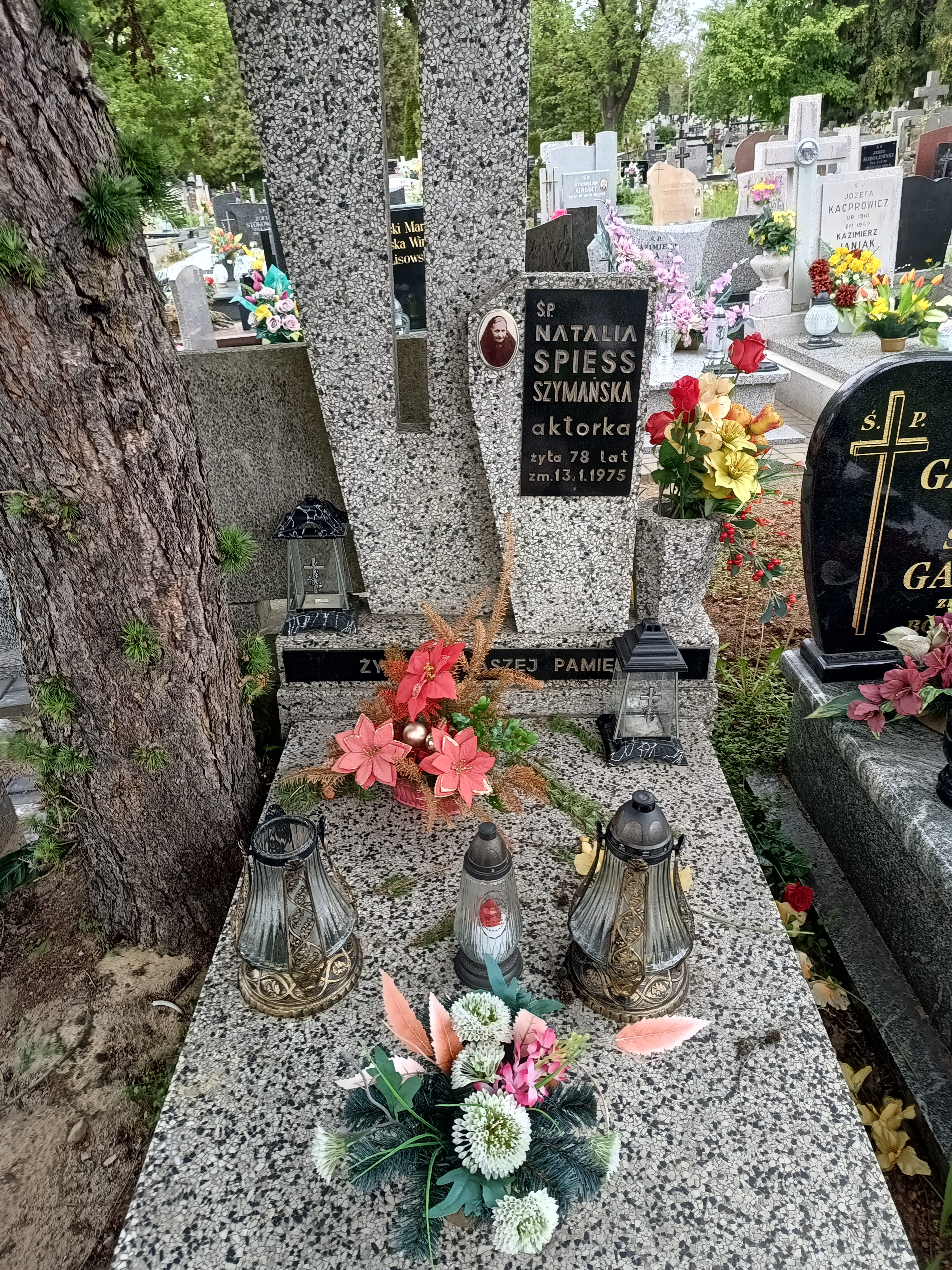
Grób Natali Szymańskiej na Cmentarzu Zarzew przy ul. Lodowej w Łodzi

Była córką Rozalii i Tomasza Szymańskich, siostrą Amelii Szymańskiej, żoną Mariana Spiessa (ślub w 1925). Gry aktorskiej uczyła się pod kier. J. Leśniewskiego. Występy rozpoczęła w 1919 lub 1920 w Teatrze Powszechnym w Warszawie. W latach 1922–1925 należała do zespołu Teatru Praskiego. W 1927 roku została skreślona z listy członków ZASP-u, ale według wypełnionej przez nią ankiety pracę przerwała dopiero w 1933 roku. Podczas II wojny światowej mieszkała w Wawrze koło Warszawy, potem była w obozie w Zakroczymiu. W 1945 roku znalazła się w Kielcach i tam ponownie rozpoczęła pracę aktorską w zespole Teatru Województwa Kieleckiego (później pn. Teatr im. Żeromskiego), w którym pozostała do 1949 roku.
W latach 1949–1975 związana była z Teatrem Powszechnym w Łodzi. Od roku 1964 była na emeryturze, ale nadal od czasu do czasu grywała. W okresie początkowym grała m.in. Łucję („Bojomir i Wanda”), po wojnie takie role, jak: Hortensja („Jadzia wdowa”), Tadrachowa („Moralność pani Dulskiej”), Pani Soerensen („Niemcy”), Anna Wójcik („Zatrzymać pociąg”), Lady Wardle („Klub Pickwicka”). Występowała także w filmach. W pamięci widzów zapisała się przede wszystkim rolą Leonii Pawlak (matki Kazimierza) w komedii Sami swoi (1967) oraz rolą Agaty w serialu Chłopi (1971–1972).
Pochowana na cmentarzu rzymskokatolickim św. Anny przy ul. Lodowej w Łodzi (kw.147, rząd 2, miejsce 2), stanowiący część Cmentarza Zarzew.

## Filmografia
Filmy:
- Piątka z ulicy Barskiej (1953) jako matka Marka Kozła
- Człowiek na torze (1956) jako żona maszynisty Orzechowskiego
- Ziemia (1956) jako Grzelakowa, siostra Tomasza
- Zadzwońcie do mojej żony (1958) jako Pietrzykowska
- Miasteczko (1958) jako kobieta w miasteczku
- Pożegnania (1958) jako kobieta wynajmująca pokój Pawłowi
- Cafe pod Minogą (1959) jako kobieta w grupie widzów oglądających występ „artystów podwórkowych”
- Awantura o Basię (1959) jako Antosiowa[2]
- Kolorowe pończochy (1960) jako babcia Matyldy (w noweli Matylda)
- Historia współczesna (1960) jako matka Henryka
- Mansarda (1963) jako sprzedaczyni cytryn
- Milczenie (1963) jako pielęgniarka w szpitalu
- Mój drugi ożenek (1963)
- Obok prawdy (1964) jako matka Sieczki
- Spotkanie ze szpiegiem (1964) jako babcia Eli
- Panienka z okienka (1964) jako zielarka
- Kochankowie z Marony (1966) jako sąsiadka
- Komedia z pomyłek (1967) jako mieszkanka miasteczka
- Człowiek, który zdemoralizował Hadleyburg (1967) jako mieszkanka Hadleyburga
- Stajnia na Salvatorze (1967) jako stara kobieta
- Sami swoi (1967) jako Leonia Pawlak, matka Kazimierza i Jana
- Pejzaż z bohaterem (1970) jako staruszka, współlokatorka Winczewskiego
- Chłopi (1973) jako Agata

Seriale telewizyjne:
- Stawka większa niż życie (1967–1968) jako staruszka (odc. 1. Wiem kim jesteś)
- Doktor Ewa (1970) jako Banasiowa
- Chłopi (1971–1972) jako Agata